# 里松镇
里松镇，是中华人民共和国广西壮族自治区贺州市八步区下辖的一个乡镇级行政单位。

## 行政区划
里松镇下辖以下地区：
里松村、文汉村、青凤村、培才村、新华村和斧头山村。